# Фаундес, Фелипе
Фели́пе Андре́с Фау́ндес Гонса́лес (исп. Felipe Andrés Faúndez González; род. 27 марта 2006, Ренго, О’Хиггинс) — чилийский футболист, защитник клуба «О’Хиггинс».

## Клубная карьера
Ромеро — воспитанник клуба «О’Хиггинс». 14 сентября 2024 года в матче против «Кокимбо Унидо» он дебютировал в чилийской Примере.

## Международная карьера
В 2023 году в составе юношеской сборной Чили Фаундес принял участие в юношеском чемпионате Южной Америки в Эквадоре. На турнире сыграл в матчах против команд Колумбии, Аргентины, Парагвая, Бразилии и дважды Эквадора.
В 2025 году Фаундес в составе молодёжной сборной Чили принял участие в молодёжном чемпионате Южной Америки в Венесуэле.